# Bayard Rustin
Bayard Rustin (ur. 17 marca 1912, zm. 24 sierpnia 1987) – amerykański działacz ruchu praw obywatelskich, główny organizator Marszu na Waszyngton w 1963 roku. Doradca Martina Luthera Kinga w kwestiach związanych z biernym oporem.

## Życiorys
W młodości Rustin był przez krótki okres (1936–1941) związany z Komunistyczną Partią Stanów Zjednoczonych. Gdy w 1941 amerykańscy komuniści wstrzymali działania na rzecz praw ludności kolorowej, Rustin związał się z socjalistami o nastawieniu antykomunistycznym, przede wszystkim z przywódcą związkowym A. Philipem Randolphem i pacyfistycznym kaznodzieją A.J. Mustem. W latach 40. i 50. działał w ruchu antywojennym i antyrasistowskim. 
Gdy w grudniu 1955 rozpoczął się bojkot autobusów w Montgomery, wraz z Ellą Baker i Stanleyem Levisonem założył organizację In Friendship, której celem było zdobycie funduszy dla wsparcia rodzącego się ruchu praw obywatelskich działającego na południu Stanów.
Od 1956  był bliskim współpracownikiem Martina Luthera Kinga. W 1963 roku zorganizował Marsz na Waszyngton pod hasłami podniesienia płacy minimalnej i zaprzestania segregacji rasowej.
W latach 60. współpracował z administracją prezydenta Lyndona Johnsona przy wprowadzaniu programu reform społecznych „Wielkie Społeczeństwo” (The Great Society), obejmującego m.in. walkę z ubóstwem, poprawę dostępu do edukacji i opieki medycznej, rozwój zapóźnionych terenów itp.
W latach 70. i 80. wspierał ruchy na rzecz praw człowieka, opowiadał się za solidarnością amerykańskich Murzynów z Izraelem, popierał publicznie ruch gejów i lesbijek.
W swojej działalności Rustin kierował się wizją pełnej integracji czarnych obywateli USA z amerykańskim społeczeństwem. Polemizował z separatyzmem Malcolma X i Czarnych Panter, stając się wczesnym krytykiem polityki tożsamości. Uważał, że równość rasową można osiągnąć dzięki reformom, przede wszystkim nastawionym na sprawiedliwość ekonomiczną.
Rustin był jawnym gejem, kilkakrotnie więziony za kontakty homoseksualne, odmowę służby w wojsku oraz łamanie ustaw segregacyjnych.
Na podstawie jego biografii powstał w 2003 film dokumentalny Brother Outsider: The Life of Bayard Rustin (Brat Outsider: życie Bayarda Rustina), w reżyserii Nancy Kates i Bennet Singer a w 2023 film biograficzny Rustin, z Colmanem Domingo w głównej roli.

## Odznaczenia i wyróżnienia
- Prezydencki Medal Wolności (2013, pośmiertnie)[3]